# Тіда Кента
Тіда Кента  (яп. 千田 健太, 22 серпня 1985) — японський фехтувальник, олімпійський медаліст.

## Виступи на Олімпіадах
| Олімпіада   | Дисципліна       | Місце |
| ----------- | ---------------- | ----- |
| Пекін 2008  | рапіра, особисті | 11    |
| Лондон 2012 | рапіра, особисті | =17   |
| Лондон 2012 | рапіра, командні | 2     |